# Hadergasse (Gemeinde Kainach bei Voitsberg)
Hadergasse ist eine Ortschaft und Streusiedlung der Gemeinde Kainach bei Voitsberg im Bezirk Voitsberg in der Weststeiermark. Sie gehörte von 1850 bis 2014 zur eigenständigen Gemeinde Gallmannsegg. Am 1. Januar 2015 kam sie mit dem restlichen Gebiet der Gemeinde im Rahmen der Gemeindestrukturreform in der Steiermark zu der Gemeinde Kainach bei Voitsberg.

## Ortsname und Geografie
Der Namensteil Hader- leitet sich wahrscheinlich vom Harder ab, einem Mann, der das Vieh in den Hart trieb, also in den lichten Wald, der früher als Waldweide genutzt wurde. Das -gasse könnte auf einen mit Zäunen umstellten Weg hinweisen, welchen der Harder mit dem Vieh nahm. Eine Herleitung des Ortsnamens von Personennamen wie etwa Hadurich oder Hadumar gilt als eher unwahrscheinlich.
Hadergasse liegt im nordöstlichen Teil der Gemeinde Kainach bei Voitsberg, im Osten der Katastralgemeinde Gallmannsegg und nordöstlich des Hauptortes Kainach bei Voitsberg an den von der Kainach im Westen ansteigenden Hängen des Dornerkogels im Norden und des Lukaskogels, Pfaffenkogels und Römaskogels im Osten sowie des Reinprechtskogels im Süden.
Zu der Ortschaft gehören laut der Statistik Austria die Streusiedlungen Hadergasse und Forstbauerngraben, die Gasthäuser Heiligen Wasser, Kapitel und Kühberger, die Jagdhütte Pieter, die Hubertuskapelle sowie die Einzelhöfe Krameter, Lenz und Weber.

## Geschichte
Zwischen 1659 und 1669 wurde die Filialkirche St. Radegund am heiligen Wasser an der Stelle einer legendhaften Heilung eines kranken Flößers oder einer blinden Frau durch die namensgebende Radegundisquelle errichtet. Ab der Zeit um 1670 befand sich neben dem Mesnerhaus der Kirche auch eine Gaststätte. Die erste urkundliche Erwähnung des Ortes Hadergasse stammt aus dem Jahr 1782 als Hadergassen Gegend. Eine weitere Erwähnung erfolgte im Ortsverzeichnis aus dem Jahr 1883 als Hadergasse.
Die Einwohner des Ortes gehörten bis zur Abschaffung der Grundherrschaften im Jahr 1848 zu verschiedenen Herrschaften, etwa zu Greißenegg, Piber und Reiteregg sowie dem Amt Tregist der Herrschaft Obervoitsberg. Hadergasse gehörte zum Werbbezirk der Herrschaft Piber.
Mit der Konstituierung der freien Gemeinden im Jahr 1850 kam Hadergasse zur eigenständigen Gemeinde Gallmannsegg. Am 1. Jänner 2015 wurde im Rahmen der steiermärkischen Gemeindestrukturreform die Gemeinde Gallmannsegg, und damit auch der Ort Hadergasse, mit der Gemeinde Kainach bei Voitsberg zusammengelegt.

## Wirtschaft und Infrastruktur
Der Ort ist land- und forstwirtschaftlich geprägt, wobei vor allem die Viehzucht eine große Rolle spielt.

## Kultur und Sehenswürdigkeiten

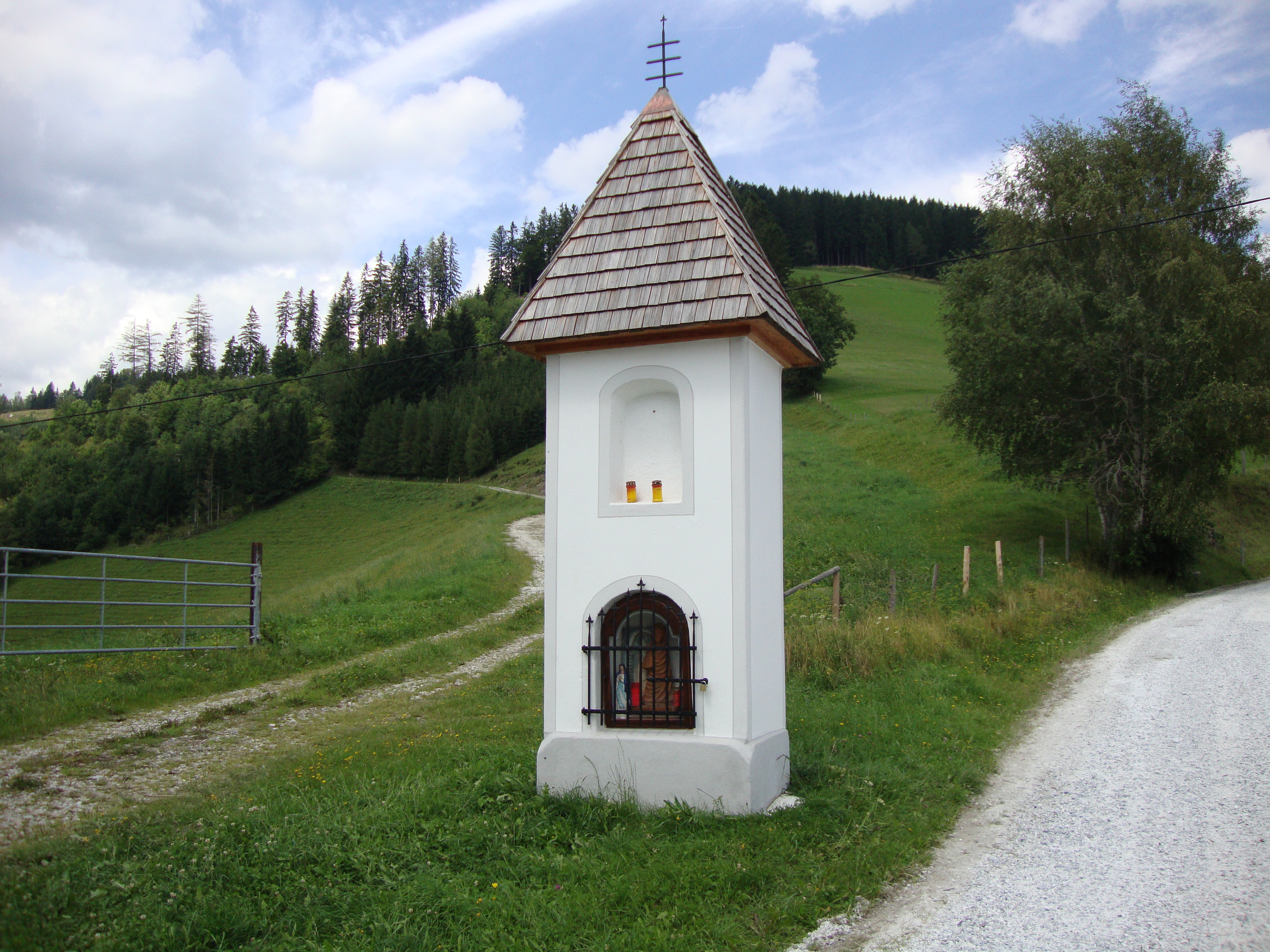
Das denkmalgeschützte Gurzgruber-Kreuz

In Hadergasse gibt es zwei denkmalgeschützte Bauwerke. Die zwischen 1659 und 1669 erbaute Filialkirche St. Radegund am heiligen Wasser wurde am 16. November 1669 vom St. Lambrechter Abt Franz von Kaltenhausen geweiht. Sie war bis in das 19. Jahrhundert hinein ein lokales Wallfahrtsziel zur Heilung von Krankheiten. Das Gurzgruber-Kreuz ist ein Pfeilerbildstock, der um 1900 als Wegweiser für die Wallfahrer auf den Weg nach Sankt Pankrazen errichtet.
Daneben gibt es noch mehrere religiöse Kleindenkmäler in Hadergasse. Das Grillkreuz ist ein Pfeilerbildstock unbekannten Alters, der als Prozessionskreuz am Prozessionsweg zur Radegundiskirche dient. Die hellblau ausgemalte und mit Goldsternen aus Bronzelack verzierte Nische des Bildstockes beherbergt eine hölzerne Nachbildung der Madonna von Mariazell, eine kleine Lourdesmadonna sowie eine aus der Zeit um 1900 stammende Geduldsflasche. Es hängen auch zwei Öldruckbilder im Bildstock, welche die Heilige Familie sowie eine Pietà zeigen. Im Giebelfeld befindet sich eine Inschrift.

### Naturdenkmäler
Im nördlichen Teil der Ortschaft Hadergasse befindet sich mit dem Brendlalmweg ein Geschützter Landschaftsteil mit der Nummer GLT 305. Weiters gibt es in der näheren Umgebung der Filialkirche St. Radegund am heiligen Wasser insgesamt vier als Naturdenkmäler geschützte Bäume.